# Chilosphex argyrius
Chilosphex argyrius là một loài côn trùng cánh màng trong họ Sphecidae, thuộc chi Chilosphex. Loài này được Brull� miêu tả khoa học đầu tiên năm 1833.